# Graeme Clifford
Pour les articles homonymes, voir Clifford.
Graeme Clifford est un réalisateur australien né en 1942 à Sydney.

## Filmographie
- 1982 : Frances
- 1985 : Burke and Wills
- 1989 : Skate Rider (en) (Gleaming the Cube)
- 1993 : Le Rubis du Caire (Ruby Cairo)
- 1996 : La Fin d'un Rêve (TV)
- 1997 : Le Dernier Parrain (The Last Don) (TV)
- 1998 : Le Dernier Parrain 2 (The Last Don II) (TV)
- 2007 : Revanche de femme (Write and Wrong) (TV)